# Enzo Pasqualini
Enzo Pasqualini (Bologna, 1916 – Bologna, 1998) è stato uno scultore italiano.

## Biografia
Enzo Pasqualini è stato direttore dell'Accademia di Belle Arti di Bologna. Allievo di Cleto Tomba, Silverio Montaguti ed Ercole Drei, ha iniziato ad esporre giovanissimo, partecipando nel 1938 alla Sindacale Interprovinciale di Bologna e vincendo l'anno seguente un concorso indetto dalla Biennale di Venezia.
Una donazione da lui fatta nel 1971, assieme ad altri tre professori dell'Accademia, ha dato origine alla Raccolta Lercaro. È inoltre autore di numerose sculture nel cimitero monumentale della Certosa di Bologna.
Suo è il Monumento a Ugo Bassi collocato a Cento.

## Galleria d'immagini

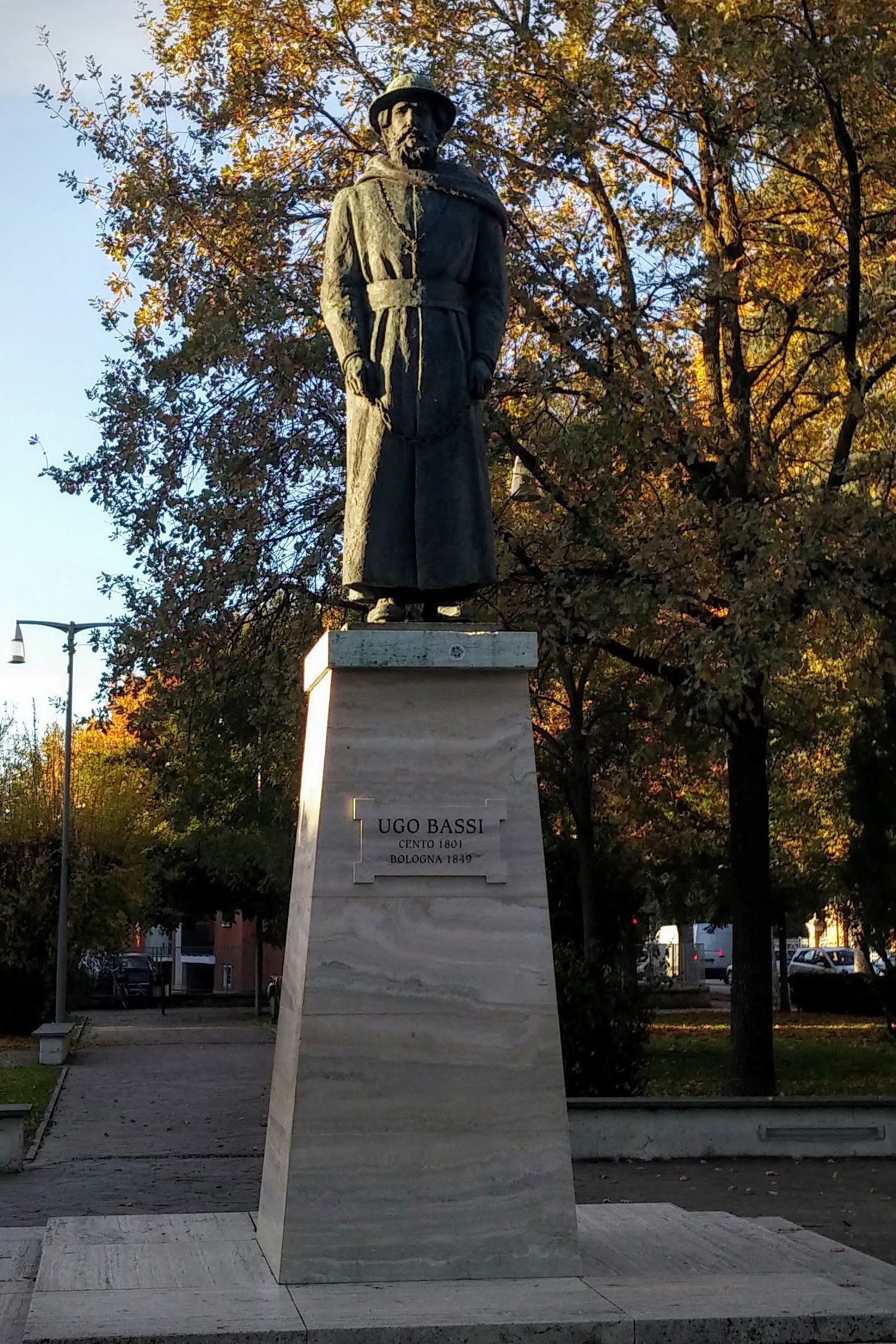
Statua di Ugo Bassi a Cento (FE)
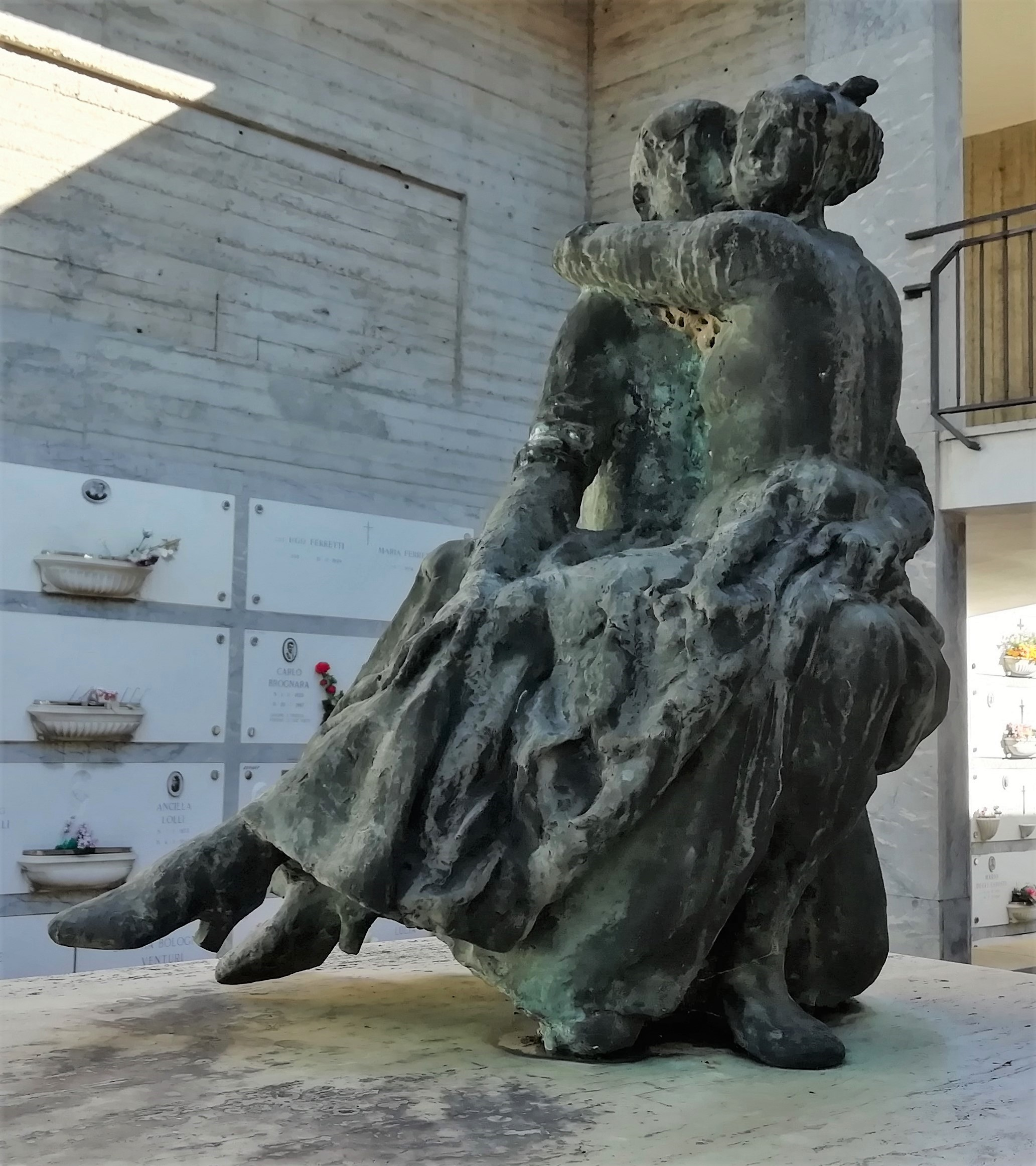
Gli amanti abbracciati della Tomba di Edoardo e Lisa, Recinto 8, Certosa di Bologna
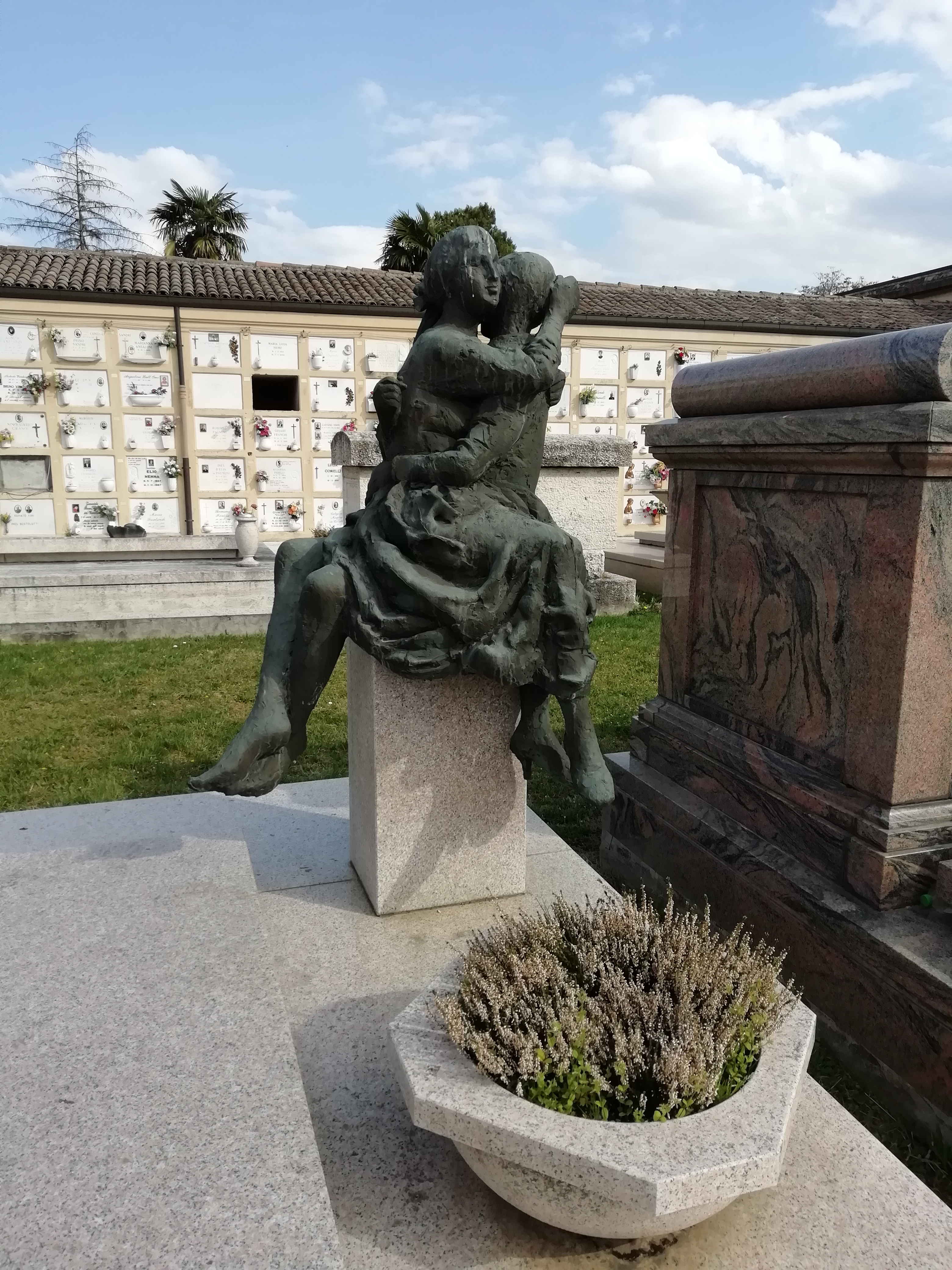
Abbraccio, Cripta Corazza, Campo Ex Fanciulli, Certosa di Bologna
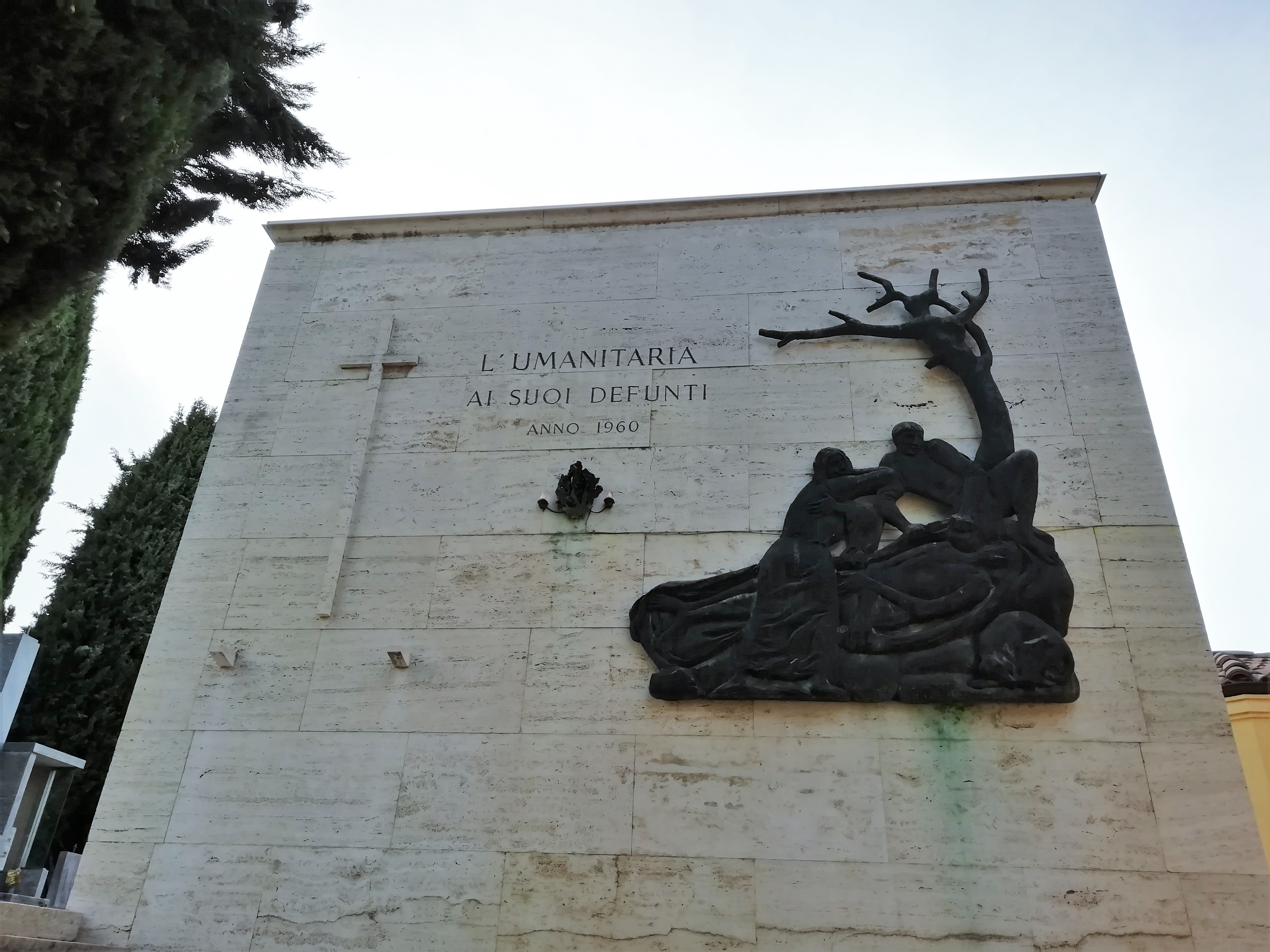
Monumento dell'Umanitaria, Campo degli Ospedali, Certosa di Bologna

### Filmografia
- A Bologna personale dello scultore Enzo Pasqualini (b/n, 1'07") prodotto da Documento film, trasmesso in Orizzonte cinematografico, marzo 1960, sul sito dell'Archivio Storico Istituto Luce (consultato il 11 settembre 2022)